# Errachidia (stad)
Errachidia is een stad in de zuidelijk gelegen Ziz vallei in Marokko, ten noorden van de Tafilaltvallei en eveneens ten noorden van de stad Erfoud. Errachidia is de hoofdplaats van de gelijknamige provincie Errachidia.
In 2014 telde Errachidia 92.374 inwoners.
De oude naam van Errachidia is Ksar-es-Souk en deze ksar vormde destijds een steunpunt van het Franse leger.
Er Rachidia heeft weinig te bieden voor toeristen die komen voor historische en culturele bezienswaardigheden, maar de stad staat wel bekend om haar drukke straten gedurende de avonduren en haar bruisende nachtleven. Hoe later op de avond hoe meer mannen er in de straten van Er Rachidia te vinden zijn. De vrouwen keren doorgaans namelijk eerder huiswaarts dan hun mannelijke partners.
In 2006 was Er Rachidia de eindbestemming van de derde etappe van Parijs-Dakar, nadat de coureurs waren vertrokken vanuit Nador. De volgende dag vertrok men vanuit Er Rachidia naar Ouarzazate.

## Geboren
- Rhadi Ben Abdesselam (1929-2000), atleet
- Meir Sheetrit (1948), Israëlisch politicus en bestuurder
- Abdalaati Iguider (1987), atleet
- Mohamed Kherrazi (1990), basketballer